# Список персонажей мультсериала «Вселенная Стивена»
«Вселенная Стивена» (англ. Steven Universe) — американский мультсериал, созданный Ребеккой Шугар, известной по работе над «Временем приключений» для телеканала Cartoon Network. Сюжет повествует о кристальных самоцветах — инопланетных существ, которые внешне похожи на женщин. Они являются повстанцами и защищают Землю от своего же вида. Персонажи мультисериала получили признание критиков за их художественный стиль, озвучивание, повествования, а также глубокую проработку личностей персонажей, их «разнообразие», а также изображение квир-отношений и вызов устоявшимся гендерным нормам
.

## Главные герои

### Стивен
Стивен Алмаз Юнивёрс (англ. Steven Diamond Universe, ранее Steven Quartz Universe) — мальчик, сын Розового Алмаза, или, скорее, её альтер эго, Розы Кварц — основательницы Кристальных самоцветов и жены землянина-музыканта Грега Юнивёрса. Благодаря тому, что является получеловеком, способен сливаться с людьми (первая его пара в слиянии была Конни «Стивонни»; также сливался с Аметист в Дымчатый Кварц и неуязвим к дестабилизатору — оружию, разрушающему оболочку самоцветов. Является самым молодым членом команды (ему 14 лет, но он выглядит намного младше из-за своей инопланетной половины: самоцветы не стареют), поэтому пока научился лишь призывать щит и непробиваемую оболочку, позже обнаружил способность лечить кого-либо слюной (исцеление), оживлять растения (фитокинез) и прыгать на невероятную высоту, паря вниз на выбираемой им скорости. Его способности крайне нестабильны и зависят от эмоций и ощущений. Его камень — розовый кварц (на самом деле являющийся розовым алмазом), огранённый пятиугольником, расположен на животе, на месте пупка. Он дружит практически со всеми жителями городка. Озвучивает Зак Каллисон (англ. Zack Callison).
Стивен создавался по образу младшего брата Ребекки Шугар, при этом его героизм персонажа выражается в традиционных женственных качествах, таких, как эмпатия и сочувствие, которую он унаследовал от матери. Персонажа хвалили критики, например Сузана Поло из сайта Polygon заметила, что Стивен обладает качествами, противоположными «токсичной мужественности», он сочувствующий и добрый мальчик и жизненно важный член кристальных самоцветов. Джое Кейн из The Mary Sue также заметил, что Стивен ломает древний штамп в литературе «наследника легендарного (погибшего) отца», который прослеживается от Геракла до Люка Скайуокера. Так Стивен является сыном «легендарной матери».

### Гранат
Гранат (англ. Garnet) — негласный лидер группы, обычно немногословная, рассудительная и спокойная, несмотря на обстоятельства. Самая высокая из всей команды. Вооружена парой гига-перчаток из тяжелого граната, а камни её расположены на ладонях. Она является слиянием Сапфир и Рубин (из-за этого её «обыкновенные» глаза разного цвета — красного и синего) и имеет третий глаз (фиолетового цвета; он может видеть варианты будущего), однако прячет его под солнцезащитными очками. Озвучивает Эстель. В русской версии — Лариса Брохман.
Гранат сыскала положительные отзывы со стороны критиков, в частности критики хвалили хорошее озвучивание персонажа, которое звучит мягко и мелодично а также заметили её крайне важную роль в продвижении однополых романтических отношений в детской мультипликации. Критик сайта The Lawrentian заметил, что союз Рубин и Сапфир стал первым в истории Cartoon Network, при этом в этих отношениях отсутствует какая-либо токсичность. Свадьба Рубин и Сапфир является первой однополой свадьбой в истории детской мультипликации. 

#### Рубин
Рубин (англ. Ruby) — часть Гранат, описана как «обычный солдат». Пылкая и яростная. Обладает невероятной физической силой и термоустойчивостью, способна нагревать предметы любого агрегатного состояния. У неё два глаза, красная кожа и характерная квадратная причёска (в отличие от других Рубинов, перевязанная лентой). Оружие — боксёрская перчатка. Камень, огранённый квадратом, находится на внутренней стороне левой ладони. Помимо неё, в некоторых сериях появляется ещё несколько Рубинов, которые выглядят практически идентично (единственное внешнее отличие — расположение их камней). В оригинале Стивен и Сапфир обращаются к Рубин в женском роде (she), однако в русском дубляже из-за цензуры её называют в мужском. 

#### Сапфир
Сапфир (англ. Sapphire) — часть Гранат, описана как «редкий самоцвет-аристократ». Спокойная и вежливая. У нее один глаз, который она прячет под чёлкой, кожа и волосы синего цвета. Находилась на службе у Голубого Алмаза. Обладает способностью к ясновидению, а также левитации и замораживанию предметов разного агрегатного состояния. Камень, огранённый треугольником, находится на внутренней стороне правой ладони.

### Аметист
Аметист (англ. Amethyst) — самоцвет, была создана в Яслях на Земле, является самой молодой из Кристаллов. Утверждает, что пробыла в земле дольше остальных, и из-за этого ее габариты меньше, чем нужно. Небольшого роста, с фиолетового цвета кожей и длинными белыми волосами. Беззаботная и шумная, она — ходячий хаос. Вооружена кнутом, отличается большой физической силой, имеет способность превращаться в энергетический шар. Имеет рекордное количество смены формы; помимо прочего, превращалась практически во всех главных персонажей (в Стивена, Грега, Розу, Жемчуг, Яшму, Перидот). Её камень, огранённый шестиугольником, расположен на груди. Кроме неё, на Земле было создано ещё несколько десятков Аметистов (по характеру практически таких же, как и она; внешне отличаются от неё более высоким ростом и расположением самоцветов). Озвучивает Михаела Дитс. В русской версии — Ольга Шорохова.

### Жемчуг
Жемчуг (англ. Pearl) — создана в качестве персонального слуги для Алмаза. Наиболее интеллектуальный член группы, который обладает знаниями во многих сферах. Её тело стройное, гибкое и ничем особо не отличается от человеческого, за исключением самоцвета на лбу и характерного длинного острого носа. Говорит быстро и увлечённо, отличается оптимизмом, себе на уме. Вооружена копьём, способным пускать разряды. Камень Жемчуг может воспроизводить сложные голограммы. Она любила Розу Кварц и всё ещё любит, но ревнует её к Грегу. К Стивену же относится как настоящая мать, хотя её иногда переклинивает до синдрома гиперопеки. Озвучивает Диди Магно Холл. В русской версии — Дарья Фролова.
Бен Бертоли из Kotaku заметил, что в начале сериала Жемчуг выглядит самой неоднозначной, но зритель постепенно проникается к ней по мере дальнейшего развития истории. Сара Гудвин из The Mary Sue заметила, что хоть Жемчуг порой выглядит невыносимой, она оказалась самым «человечным» персонажем из всех самоцветов из-за того, как она борется с ревностью, внутренними противоречиями, горечью потери любимой. В 2014 году Диди Магно выиграла премию, в категории «лучшее озвучивание женского персонажа». Критики оценили то, что Жемчуг продвигает ЛГБТ-отношения в детских сериалах. Тем не менее критике подвергся такой аспект отношений, как ревность персонажа к Розе Кварц, которая демонстрировала интерес с мужскому персонажу, воспроизводя киноштамп «лесбиянки-психопатки» — маниакально охотящейся за гетересексуальной женщиной, не вынося её отношения с мужчиной.

## Остальные
- Грег Юниверс (англ. Greg Universe) — отец Стивена и вдовец Розы Кварц. В прошлом был певцом и музыкантом, после встречи с будущей женой бросил свою карьеру; с появлением сына занялся его воспитанием, зарабатывая на жизнь на собственной автомойке. Не слишком любит магию. Дружит с Аметист, отлично ладит с Гранат и уважает Жемчуг. Известно, что он хранил у себя в гараже множество различных вещей, которыми вовсе не пользовался.
- Конни Махишваран (англ. Connie Maheswaran) — подруга Стивена, которой он симпатизирует, индианка по происхождению. Изначально друзей она не имела, была полностью под присмотром родителей. Относительную свободу получила после начала дружбы с Юниверсом. Благодаря тренировкам с Жемчуг владеет мечом. Любит (как и друг) книги, очень умная и начитанная. Изначально у неё была сильная близорукость, но из-за целительных способностей Стивена она больше не нуждается в очках.
- Лев (Lion) — огромный розовый зверь, член команды Кристальных самоцветов. Является «питомцем» Стивена, но часто делает то, что хочет. Воскрешен Розой Кварц при невыясненных обстоятельствах. В гриве льва расположена карманная вселенная, где хранятся её личные вещи, а в голове был спрятан меч Розы (который Стивен потом передал Конни; на данный момент сломан Синим Алмазом; позднее Висмут выковала для Конни новый). Также Лев умеет ходить по воде и рёвом создавать энергетические волны разрушения и открывать порталы. Очень любит мороженое «Львиные головы». Озвучивает Ди Брэдли Бейкер.
- Роза Кварц (англ. Rose Quartz) — самоцвет-повстанец, лидер Кристальных самоцветов. Мудрая, великодушная и отважная, искусный полководец и стратег. Изначально была боевой единицей (как и все кварцы), однако в итоге восстала против своего Алмаза и, по легенде, расколола её. Жена Грега и мать Стивена. В сериале обсуждалась возможность того, что он — её перевоплощение, однако позже, когда самоцвет Стивена отделили от его тела, оказалось, что он всегда был самим собой. Камень — розовый кварц, огранённый пятиугольником — находился на животе, на месте пупка. Легенда разрушилась, когда раскрылось, что Роза Кварц и есть Розовый Алмаз, создавшая другую личность и восставшая в таком виде против других алмазов, чтобы спасти Землю от колонизации. Озвучивает Сьюзан Иган.
- Перидот (англ. Peridot) — самоцвет, прибывший из Родного мира. Главный антагонист 1 и 2 сезонов. Вылетела на Землю с одной целью — проверить, что в данный момент происходит с Кластером. О её появлении узнают Кристальные самоцветы и сначала пытаются просто ликвидировать, а позже и разузнать о неизвестном им ранее эксперименте Родного мира (Homeworld). После определенных событий Перидот начинает помогать команде в подготовке к уничтожению Кластера. Оружия у неё, как у самоцвета второй эры (периода в истории самоцветов, когда ресурсов стало не так много), нет, но при прибытии на Землю она имела удлинители рук и ног, которые делали её высокой, а также позволяли летать, стрелять, передвигаться по вертикали и т. д. У неё тёмно-зелёная кожа и характерная треугольная причёска желтовато-зелёного цвета. Как и у Жемчуг, камень, огранённый треугольником с закругленными углами, расположен на лбу, что говорит о хорошем интеллекте. В серии «Too Short To Ride» узнала о своих способностях магнитного телекинеза; позднее пользуется ими, чтобы летать на крышке от мусорного бака (перемещает её вместе с собой). Довольно наивна и вспыльчива, разговаривает очень быстро и монотонно. Коронная фраза: «Булыжники!» (англ. You clods!) Озвучивает Шелби Рабара. Редакция CBR заметила, что Перидот, став изгнанницей, вначале вела себя оскорбительно в отношении главных героев из-за из несоответствия нормативности «Родного Мира», но это — характерный пример «непреднамеренной враждебности», вызванной не ненавистью, а нежеланием или страхом принять то, что считается невозможным или даже неприемлемым обществе, в конкретном примере — вследствие жизни в рамках жёсткой кастовой системы. В конце концов Перидот удаётся побороть собственное невежество и принять главных героев такими, какие они есть[22].
- Ляпис Лазурит (Лазурит)  (англ. Lapis Lazuli) — самоцвет, который долгое время пробыл в зеркале, что могло рассказывать всё о Родном мире. Ещё  до заточения являлась аристократичной особой. После освобождения и лечения слюной Стивена полетела на свою планету, но по пути туда её ловят Перидот и Яшма. Имеет способность управления водой (гидрокинез) и замораживать её (криокинез), также обладает водяными крыльями. Телосложением напоминает Жемчуг; у неё синий цвет волос и кожи. Камень в форме капли воды (или слезы) расположен на спине. Озвучивает Дженнифер Паз. Создатели заметили, что по сути именно с неё начинается основное повествование сюжета[23].

### Второстепенные
- Яшма (англ. Jasper) — как и Перидот, прибыла из Родного мира; (англ. Homeworld) главный антагонист 3 сезона. Невероятно мстительная и агрессивная. Особой цели визита на Землю не было, была всего лишь приставлена к Перидот. Позже увидела символ Розы Кварц на щите Стивена и решила, что он и есть Роза, которая расколола Розового Алмаза. Ветеран борьбы с Восстанием самоцветов, сражалась на стороне родномирцев. Ненавидит и вместе с этим уважает Розу. Яшма отличается огромным ростом, длинными светло-оранжевыми волосами и кожей оранжевого цвета с «тигровыми» красными полосами. Оружие — шлем-молот. Способна превращаться в энергетический шар. Камень, огранённый тетраэдром, расположен на месте носа. Озвучивает Кимберли Брукс. По мнению редакции Comic Book Resources персонаж, даже несмотря на женский гендер — в полной мере воплощает архетип токсичной маскулинности: из-за чувства собственной неполноценности она постоянно стремится к сражением, соперничеству, превосходству над другими и не признаёт никого слабее себя[24].
- Жёлтый Алмаз (англ. Yellow Diamond) — одна из правительниц Родного мира, одна из главных антагонисток, член Высшей власти Алмазов. На первый взгляд жестока, холодна и властна, является социопаткой, а потому её достаточно легко вывести из себя, как это сделала Перидот, обозвав «булыжником». Отвечает за вооруженные силы Родного мира. Только с Голубой она всегда мягка и уважительна. Как и та, тоскует по Розовой, хоть и старается скрывать это. Её уникальная способность — управление электричеством. Камень, огранённый ромбом, расположен на груди. Озвучивает Пэтти ЛюПон.
- Жёлтый Жемчуг (англ. Yellow Pearl) — слуга Жёлтого Алмаза, эгоистичная и заносчивая. Высшее благо её духа заключается в том, чтобы находиться при первом самоцвете в империи. Камень находится на груди. Озвучивает Диди Магно Холл.
- Голубой Алмаз (англ. Blue Diamond) — также одна из матриархов Родного мира, член Высшей власти Алмазов. Спокойная, справедливая и дипломатичная, но при этом ранимая и сентиментальная; в отличие от Жёлтой, помнит большинство своих подданных в лицо и по номерам. Часто скрывает своё лицо под накидкой. Не перестаёт скорбеть по Розовому Алмазу, чем периодически раздражает Жёлтую. Имеет в слугах Синего Жемчуга; ей же служили Сапфир и Ляпис Лазурит. Её уникальная способность — способность навязывать другим самоцветам свои эмоции[25], например создание «поля тоски»: когда она сильно расстраивается, то пространство вокруг неё окрашивается в синий цвет, а все попавшие в эту зону самоцветы начинают поневоле рыдать. Камень, огранённый ромбом, расположен на груди. В серии «The Answer» говорила голосом Гранат, которая рассказывала историю Стивену.
- Синий Жемчуг (англ. Blue Pearl) — слуга Синего Алмаза. Молчаливая, тихая и покорная. Самоцвет повторяет расположение камня хозяйки — на груди. Озвучивает Диди Магно Холл.
- Голубой Агат (англ. Holly Blue Agate) — самоцвет в служении у Голубого Алмаза. Занимает высокое положение среди слуг. Типичный плохой руководитель: с презрением относится к находящимся ниже её по статусу, однако благоговеет перед аристократами (в том числе и перед Сапфир, так как она одна из редчайших самоцветов). Высокого роста, носит причёску в виде «рожек». Камень каплевидной формы расположен на затылке. Вооружена электробичом.
- Висмут (англ. Bismuth) — одна из первых Кристальных самоцветов, участвовала в войне вместе с Розой Кварц. Подруга Гранат и Жемчуг. Свирепый, жизнерадостный и бесстрашный кузнец. Именно она выковала всё оружие для повстанцев, а также создала Раскалыватель, который может уничтожать камни, из-за чего случился конфликт с Розой, не захотевшей раскалывать самоцветы. В дальнейшем Висмут была помещена в пузырь, который хранился в гриве льва до тех пор, пока не был найден Стивеном. Способна преобразовывать свои руки в различные орудия (например, кувалды). У неё тёмно-голубая кожа, причёска в виде разноцветных дред и татуировка в виде звезды на плече. Критики с одной стороны похвалили персонажа, заметив, что её радикальные взгляды и не согласие со Стивеном не имеют за собой простых ответов[26][27]. Тем не менее критики заметили, что Висмут воспроизводит стереотип агрессивно-воинствующей афроамериканки[27][28].
- Отряд Рубинов (англ. Ruby Squad) — пять Рубинов, прибывших на Землю с целью поиска Яшмы (хотя вначале Перидот считала, что они ищут именно её). Чтобы их различать, Стивен дал им прозвища: Док, Рука, Ножка, Глаз и Пупок. Выглядят практически одинаково, за исключением расположения их камней (соответственно: на груди, на левом плече, на правом колене, вместо левого глаза и на животе). Все пятеро отличаются друг от друга по характеру, но часто действуют как одно целое. Не отличаются сообразительностью. Очень уважают Яшму как ветерана борьбы с Восстанием.
- Аквамарин (англ. Aquamarine) — самоцвет из Родного мира. Главный антагонист 4 сезона. Прилетела на Землю с целью доставить Жёлтому Алмазу людей из отчёта Перидот, но бросила эту миссию после того, как Стивен назвался Розой Кварц. Вначале производила впечатление ребёнка, хотя затем показала свою истинную натуру, невероятно высокомерную и грубую. Не брезгует шантажом. Вооружена жезлом (оружие уникально тем, что она не призывает его, а носит на голове как бант — соответственно, это не её личное оружие, а техническая разработка), который позволяет ей применять телекинез огромной мощи. Аквамарин крошечного роста, с кожей и волосами разных оттенков голубого; как и Лазурит, имеет водяные крылья. Камень каплевидной формы расположен на левой щеке.
- Синий Циркон (англ. Blue Zirkon) — самоцвет на службе у Голубого Алмаза. Выступала в качестве защитника во время суда над Стивеном. Сильно нервничала во время процесса, но в итоге сумела предоставить весьма убедительные аргументы против обвинений, в частности поставила под сомнение утверждение о том, что Роза Кварц расколола Розового Алмаза (опираясь на то, что, во-первых, меч не был приспособлен для того, чтобы раскалывать камни, а во-вторых, перед гибелью Розовая была окружена свитой, среди которой присутствовали Сапфиры, способные видеть будущее — соответственно, они могли бы предсказать нападение). Синий Циркон среднего роста, у неё синий цвет кожи и волос. Имеет монокль с функциями хранения, передачи и записи информации. Камень прямоугольной формы расположен под шеей, на месте яремной впадины.
- Жёлтый Циркон (англ. Yellow Zirkon) — самоцвет в служении у Жёлтого Алмаза. Выступала в качестве прокурора во время суда над Стивеном. Очень самоуверенная и высокомерная, получает удовлетворение от издевательств над другими (в особенности над своей соперницей, поскольку ту назначили «защищать предателя») и может далеко зайти — до такой степени, что даже Жёлтая просит её прекратить. Внешне очень похожа на Синий Циркон, за исключением желтовато-зелёной окраски, формы причёски и зеркального расположения монокля (устройства с теми же функциями, что и у её оппонента). Камень прямоугольной формы находится под шеей, на месте яремной впадины.
- Бесцветные (англ. Off Colors) — группа дефективных самоцветов-изгнанников, живущая в заброшенных Яслях Родного мира. Состоит из четырех участников:
  - Падпараджа (англ. Padparadscha) — по сути розово-оранжевый Сапфир. Оказалась в числе неприемлемых из-за того, что видит близкое прошлое («запоздалые предсказания», то, что только что произошло) вместо будущего. По характеру сдержанная, спокойная, но при этом весёлая. Внешностью напоминает Сапфир из Кристальных самоцветов, но с другой цветовой схемой: бежевые волосы, тёмно-оранжевая кожа и одежда жёлтых оттенков. Камень, огранённый треугольником, находится на внешней стороне правой ладони, верхнюю часть лица закрывает чёлка.
  - Родонит (англ. Rhodonite) — слияние Жемчуг и Рубин из Родного мира. Склонна паниковать в трудных ситуациях. Внешне напоминает Гранат: также высокого роста и атлетического сложения, с пышными тёмными волосами и гранатового цвета кожей. Имеет 4 руки и 4 глаза. Камни расположены на груди и животе (как у Дымчатого Кварца).
  - Флюорит (англ. Fluorite) — слияние 6 неизвестных самоцветов. Самая спокойная из Бесцветных; разговаривает очень медленно, поскольку самоцветы, участвующие в слиянии, обдумывают каждое слово. У неё 6 глаз, 6 ног и 4 руки; внешне напоминает гигантскую гусеницу. Флюорит очень маленькая для такого слияния (очевидно, потому, что участники сами по себе небольшие); её расцветка варьируется от голубовато-зелёного до розовато-фиолетового цвета. Расположение камней: два на лбу, три на груди (первый сегмент) и один на животе (второй сегмент).
  - Близнецы Рутилы (англ. Rutile Twins) — самоцвет, представляющий собой сиамских близнецов. Добродушные и заботливые; имеют привычку заканчивать предложения друг за друга. Очень любопытны. У них две ноги и два соединяющихся в талии туловища (на каждое по одной руке); имеют тёмно-розовую кожу и короткие коричневые волосы. Камень в форме зеркального отражения буквы У расположен на животе.
- Розовый Алмаз (англ. Pink Diamond) — бывший матриарх Родного мира. Импульсивна и своенравна, иногда вела себя как капризный ребёнок: например, пыталась «выбить» у Жёлтой разрешение иметь собственные колонии в космосе, тогда как та считала, что Розовая этого не заслуживает; также одно время была очень вспыльчивой. По официальной версии, была расколота Розой Кварц, однако в серии «A Single Pale Rose» выясняется, что Роза Кварц — это альтер эго Розовой, которое она создала, чтобы остаться на Земле втайне от Родного мира. Особые способности Розовой — кристаллизация (она может превратить, например, камешки в кристаллы, коснувшись их) и разрушительный голос (могла разбивать даже стены криком). Также она может менять ориентацию своего камня в физической оболочке при превращении: изначально он огранён как классический бриллиант остриём вверх, но в облике Розы Кварц он у неё повёрнут вершиной наружу. Для Алмаза Розовая очень мала ростом (примерно вдвое выше, чем обычный человек). Не любила бессмысленные попытки старших алмазов сделать их империю мнимо идеальной, вводя ненужные формальности и запреты. Производит впечатление наислабейшей из Алмазов, однако равна по силе Белой, на что указывает тот факт, что ей принадлежала вся нижняя половина Алмазного корабля. Также такой вывод можно сделать, основываясь на коротком сражении самоцвета-Стивена и Белого Алмаза, во время которого первый с лёгкостью отражал атаки противницы и направлял их обратно на неё.
- Белый Алмаз (англ. White Diamond) — Верховная правительница Родного мира, член Высшей власти Алмазов. Главный антагонист 5 сезона. Является из них самой главной, поскольку даже Жёлтая и Голубая её побаиваются («нам повезёт, если она вообще согласится с нами разговаривать»), хотя к Стивену (считая его Розовым Алмазом) она отнеслась вполне уважительно и спокойно. Именно она выдаёт Жёлтой задания по колонизации планет. По натуре перфекционистка, что наиболее ярко проявляется в её отношении к своей Жемчуг, от которой она требует совершенства. В серии «Change Your Mind» выясняется, что её высшей целью было сделать абсолютно всех самоцветов «совершенными», то есть по сути такими же, как она сама (потому что «белый — это цвет, заключающий в себе все остальные»). Особая способность — искажение пространства; также может сделать любого самоцвета (даже Алмаза) своей марионеткой. Камень, огранённый как классический бриллиант остриём вниз, расположен на лбу. Редакция Comic Book Resources назвала Белую абсолютной противоположностью тем ценностям, которые продвигает сериал — поощрение индивидуальности и уникальности, — для неё это является недостатком, который выходит за рамки выстроенного ею порядка и который необходимо устранить. Белая оставляет впечатление социопата, самого ужасающего персонажа в сериале, готового «выдирать души». Сама Ребекка Шугар при её создании вдохновлялась архетипом авторитарного женского персонажа из старых фильмов, которые рассматривали выражение эмоций или «истеричность», как позорное поведение[29].
- Белый Жемчуг (англ. White Pearl), изначально Розовый Жемчуг (англ. Pink Pearl) — служанка Белого Алмаза. По поведению похожа на робота без своего разума и свободы воли. Является для Белого Алмаза не слугой, а её марионеткой. Камень расположен на животе; также у неё присутствуют заметные повреждения лица (отсутствует левый глаз; также на левой половине лица есть трещины, хотя её камень цел). Позже была освобождена из-под контроля Белой.
- Шпинель (англ. Spinel) — бывшая подопечная Розового Алмаза, появляется в полнометражном фильме. Изначально исполняла роль шута при Розовой и была очень весёлой, глуповатой и оптимистичной, но после того, как та получила колонию и «бросила» её, обозлилась на весь мир и задалась целью уничтожить Землю, чтобы снова обратить внимание Розовой на себя. Отличается огромной эластичностью и гибкостью, также может увеличивать отдельные части своего тела (в частности кулаки). Собственного оружия не имеет, но владеет обновителем (внешне похожим на косу), с помощью которого стирает воспоминания самоцветов и возвращает им их изначальные личности. Её дизайн основан на дизайне персонажей мультфильмов 1920-1930 годов. Камень в форме сердца (изначально расположенный остриём вниз; на данный момент перевёрнут) расположен на груди.

### Типы самоцветов
- Алмазы (англ. Diamonds) — легендарные матриархи Родного мира. Каждая из них имеет свои колонии в космосе. Всего на данный момент известно о четырёх Алмазах: Жёлтой, Синей, Розовой и Белой. Другие самоцветы называют их «абсолютно совершенными созданиями и идеальными лидерами». Все они, кроме Розового Алмаза, отличаются исполинским ростом (например, Жёлтая и Голубая могут спокойно держать своих Жемчугов, которые обычного человеческого роста, на ладони, тогда как Розовая ростом только вдвое выше, чем обычная Жемчуг), самая высокая из них — Белый Алмаз.
- Жемчуга (англ. Pearls) — выращиваются как слуги, при этом иметь личную Жемчуг считается большой честью. Обычно ведут себя согласно модели поведения хозяев: например, Жёлтая Жемчуг столь же высокомерная, как и её хозяйка. Роста примерно такого же, как обычные люди, и обладают стройным телосложением. Характерная черта внешности — заострённый длинный нос.
- Сапфиры (англ. Sapphires) — редкие аристократические самоцветы, имеющие дар предвидения, поэтому считаются очень полезными (хотя иногда их предсказания могут и не сбываться, если в дело вмешается фактор случайности: так, из-за импульсивного действия Рубин предсказание о нападении повстанцев перестало быть правдивым). Находятся в служении у Синего Алмаза.
- Рубины (англ. Rubies) — рядовые солдаты Родного мира. Их основная характеристика: «сила есть — ума не надо». Крайне легковерны. Наиболее часто их отправляют на миссии группами (что, впрочем, не особо и помогает). Невысокие и приземистые.
- Хризолиты/Перидоты (англ. Peridots) — техники и инженеры. Часть их была создана в то время, когда у Родного мира не было ресурсов (самоцветы второй эры), поэтому принадлежащие к этой части Хризолиты не имеют обычных для самоцветов способностей к превращению, призыву оружия и т. п.; это почти с лихвой компенсируется использованием различной техники. Находятся в служении у Жёлтого Алмаза.
- Лазуриты (англ. Lapis Lazulis) — редкие и драгоценные самоцветы, часть элиты, основная задача которых — терраформирование и приспособление окружающей среды к пригодным для выращивания самоцветов условиям. Имеют способности к управлению водой и полёту. Также являются дипломатами и находятся в служении у Синего Алмаза.
- Яшмы (англ. Jaspers) — исполняют роль телохранителей и солдат. По большей части имеют свирепый характер. Большинство их находится в служении у Жёлтой (до этого, вероятнее всего, служили Розовой).
- Аметисты (англ. Amethysts) — охранники, в основном выращивались на Земле. Не отличаются большим умом, но у них неплохо развиты чувство юмора и коллективизм.
- Висмуты (англ. Bismuths) — выращиваются для выполнения тяжёлого физического труда, в основном постройки зданий, а также работы с металлами и изготовления оружия. Личного оружия не имеют, но могут преобразовывать свои конечности в различные орудия в зависимости от типа работы.
- Агаты (англ. Agates) — руководители подразделений. По словам Жёлтой, их основная функция — «устрашать».
- Цирконы (англ. Zirkones) — выступают в качестве юристов. Отличаются аналитическим складом ума и высоким интеллектом.
- Розовые кварцы (англ. Rose Quartzes) — как и другие Кварцы, выращивались как солдаты. Их отличительные черты — большой рост и огромная физическая сила. Их способности предназначены в основном для защиты. После гибели Розовой все они были помещены в пузыри в её комнате (вероятно, чтобы ни один не повторил поступка Розы Кварц). Голубая упоминает, что Розовые Кварцы были любимицами её подруги.
- Топазы (англ. Topazes) — в основном занимают те же позиции, что и Аметисты или Яшмы (охранники и телохранители). Говорят мало; в отличие от большинства других самоцветов, выглядят практически идентично (основное отличие — расположение камней).
- Камешки/Галька (англ. Pebbles) — самоцветы очень необычного вида, по всей видимости, созданные Розовым Алмазом: они настолько крошечные, что их камни не помещаются на их телах. Обычно находятся в стенах и стараются не попадаться другим самоцветам; занимаются постройкой мебели и шитьём.

Слияния самоцветов значительно усиливают исходные способности, однако, в то время как слияния одинаковых камней (Рубины, Топазы) допустимы и активно используются, слияния камней разного типа в Родном мире запрещены, они считаются противоестественным и шокирующим явлением.

## Слияния самоцветов
- Опал (англ. Opal) — слияние Жемчуг и Аметист. Имеет 4 руки, кожа бледно-сиреневого цвета. Оружие — лук (слияния копья с функцией посоха и хлыста). Появляется довольно редко, так как Жемчуг и Аметист не всегда удаётся удачно слиться из-за диаметрально противоположных характеров.
- Сугилит (англ. Sugilite) — слияние Аметист и Гранат. Имеет 4 руки и 5 глаз, кожа темновато-фиолетовая. Оружие — кистень (слияние перчаток и хлыста). Так как частями слияния являются Аметист и вспыльчивая Рубин, то оно легко выходит из-под контроля и проявляет страсть к разрушению. Ненавидит Жемчуг. Озвучивает Ники Минаж.
- Александрит (англ. Alexandrite) — слияние Жемчуг, Гранат и Аметист. Имеет 6 рук, кожу малинового цвета и бирюзовые волосы, два рта (второй рот может дышать огнём). У неё нет конкретной личности, участники слияния могут бороться за контроль. Временно была притворной женой Грега и матерью Стивена. В серии "Суперарбузный остров" было показано, что она способна использовать оружия всех возможных слияний, входящих в неё самоцветов. Однако собственного оружия она не имеет. Раньше предполагалось, что оружие Александрит — кусаригама.
- Стивонни (англ. Stevonnie) — слияние Стивена и Конни. Разделяет равно как внешность, так и стороны характера обоих; выглядит как андрогинный подросток. Имя дала Аметист. Для своего обозначения использует местоимения «они/их». Часто говорит с собой, так как, в отличие от других слияний, не образует новую личность, а лишь объединяет Стивена и Конни в одном теле. Озвучивает Аманда Мичалка. Создатели, отвечая на вопрос, является ли Стивонни девочкой или мальчиком, заметили, что она андрогин-гендерквир. Персонаж получил восхитительные отзывы критиков, как редкий пример изображения небинарного персонажа в мультфильме, а также заметили, что Стивонни представляет собой метафору полового, душевного созревания и здорового общения[2][30][31].
- Малахит (англ. Malachite) — слияние Яшмы и Ляпис Лазурит. Имеет 6 рук, 4 из них используются как ноги, а также 4 глаза; кожа голубовато-зелёная, бело-зелёные волосы. Способности: гидрокинез и криокинез, а также она может летать. Её оружие — шлем. Слияние настолько нестабильно, что даже говорит двумя голосами сразу. В сознании её происходит борьба за контроль над разумом между Ляпис и Яшмой. Озвучивают Кимберли Брукс и Дженнифер Пас. Критики заметили, что Малахит является прекрасной метафорой нездоровых, абьюзивных отношений[32], гротескная внешность Малахит также отражает антагонистские отношения Ляпис и Яшмы[33].
- Сардоникс (англ. Sardonyx) — слияние Жемчуг и Гранат. Имеет 4 руки и 4 глаза, коричневато-оранжевую кожу и светло-оранжевые волосы в характерной треугольной причёске. Оружие — молот (слияние перчаток и копья), который может изменяться в бур. Способна вращать сегменты своего тела на 360 градусов. Сардоникс веселая и легкая по натуре, проявляет себя как комик. Её комната в  храме  представляет собой  студию вечернего телешоу. Игнорирует Аметист. А также пыталась узнать побольше о Дымчатом Кварце (слияние Аметист и Стивена).
- Радужный Кварц (англ. Rainbow Quartz) — слияние Розы Кварц и Жемчуг. Высокая, имеет 4 глаза (верхняя пара голубая, а нижняя — чёрная). Сочетает в себе их наряды на момент встречи с Грегом. Стройная и грациозная (от Жемчуг), одновременно мощная и массивная (от Розы). Позднее появляется как слияние Стивена и Жемчуг; в этом облике намного меньше ростом, отличается изысканными манерами и некоторой артистичностью (как и Сардоникс). Оружие — зонт (слияние щита и копья), используемый как парашют или воздушное транспортное средство вроде летающей метлы.
- Конгломерат (Кластер) (англ. Cluster) — искусственное слияние из миллиардов осколков самоцветов, используемое как гео-оружие для уничтожения Земли. Создано Жёлтым Алмазом (англ. Yellow Diamond). Было заточено в пузырь при помощи Стивена и Перидот. Позже смогло взять над собой контроль и даже помочь Кристальным Самоцветам в битве против кораблей Жёлтой и Синей алмазов, приняв аналогичную форму руки.
- Рубин (англ. Ruby) — слияние двух или более Рубинов. Выглядит как обычная Рубин, но больше, сильнее и злее.
- Дымчатый Кварц (англ. Smoky Quartz) — слияние Аметист и Стивена (может, даже Розы Кварц). Имеет три руки, кожа коричнево-серого цвета с белыми веснушками. Оружие — коричневое йо-йо (слияния щита и хлыста). По характеру — типичный «большой ребёнок».
- Топаз (англ. Topaz) — слияние двух Топазов, которое разъединяется только для того, чтобы «захватывать» в себя людей. Практически не разговаривает; находится в подчинении у Аквамарин, под её контролем отлавливая людей из отчёта Перидот. Как оказалось, не лишена сентиментальности и собственного мнения (в какой-то момент даже взбунтовалась против Аквамарин). Её оружие — двойная булава. Топаз — самоцвет огромного роста и практически квадратного сложения, имеет кожу и волосы жёлтого цвета. Самоцветы (по размеру гораздо крупнее, чем у других её сородичей, и с необычной огранкой) находятся на месте ушей.
- Солнечный камень (англ. Sunstone) — слияние Гранат и Стивена, имеет оранжевую кожу, огненно-рыжие пышные волосы и 4 руки (верхняя пара которых мускулистая, а нижняя намного меньше и чаще всего показывает знак мира или шака). Отличается импульсивностью и жизнерадостностью; как и Сардоникс, ломает четвёртую стену. Оружие — перчатки-присоски (слияние гига-перчаток и щита). Владеет большой физической силой.
- Обсидиан (англ. Obsidiane) — слияние Гранат, Стивена, Жемчуг и Аметист. Имеет 8 рук, 4 глаза и три рта (один из которых может, как у Александрит, дышать огнём), тёмно-серую кожу с оранжевыми линиями и чёрные пышные волосы со спиральными оранжевыми прядями, по которым буквально течёт магма. Может лазать по стенам. Оружие — меч с раскалённым докрасна лезвием, способный разрезать даже самый крепкий материал (этот меч легко рассекал материал, из которого состоял корабль Алмазов). Храм Кристальных Самоцветов, очевидно, подражает своей формой именно этому слиянию. Неизвестно, может ли Обсидиан говорить.
- Стэг (англ. Steg) — слияние Стивена и Грега, появляется в полнометражном фильме. Выглядит как высокий мускулистый мужчина с длинными каштановыми волосами и четырьмя руками. Как и Стивен, может высокого подпрыгивать и зависать в воздухе.
- Мега-Жемчуг (англ. Mega Pearl) — слияние Жемчуг и Розовой Жемчуг. В отличие от большинства слияний, не имеет лишних конечностей или глаз (потому что участники слияния принадлежат к одному типу самоцветов), но при этом отличается гигантским ростом и повышенной ловкостью. Её оружие - ленточный жезл, который может изменяться в бур и разрубать твёрдые материалы.
- Азурит (англ. Bluebird Azurite) — слияние Аквамарин и Рубин (ранее принадлежавшей к Отряду Рубинов и носившей прозвище «Глаз»). Имеет один глаз (вместо второго — один из камней) и 4 ноги, кожа голубая с вкраплениями красного и бирюзового. Является самым маленьким слиянием из всех: её рост составляет примерно половину обычного человеческого роста. Вначале притворялась доброй, но её основной целью было отомстить Стивену по собственным причинам: Аквамарин — за то, что «из-за него она стала никем», а Рубин — потому что Стивен «бросил её дрейфовать в космосе». Оружие — сабля; также Азурит может летать и замораживать воду. Это слияние нестабильно, поскольку Аквамарин и Рубин постоянно спорят.